# Championnats d'Europe de gymnastique rythmique 1999
Navigation
Édition précédente Édition suivante
Les championnats d'Europe de gymnastique rythmique 1999, quinzième édition des championnats d'Europe de gymnastique rythmique, ont eu lieu en 1999 à Budapest, en Hongrie.